# Anglo Irish Bank

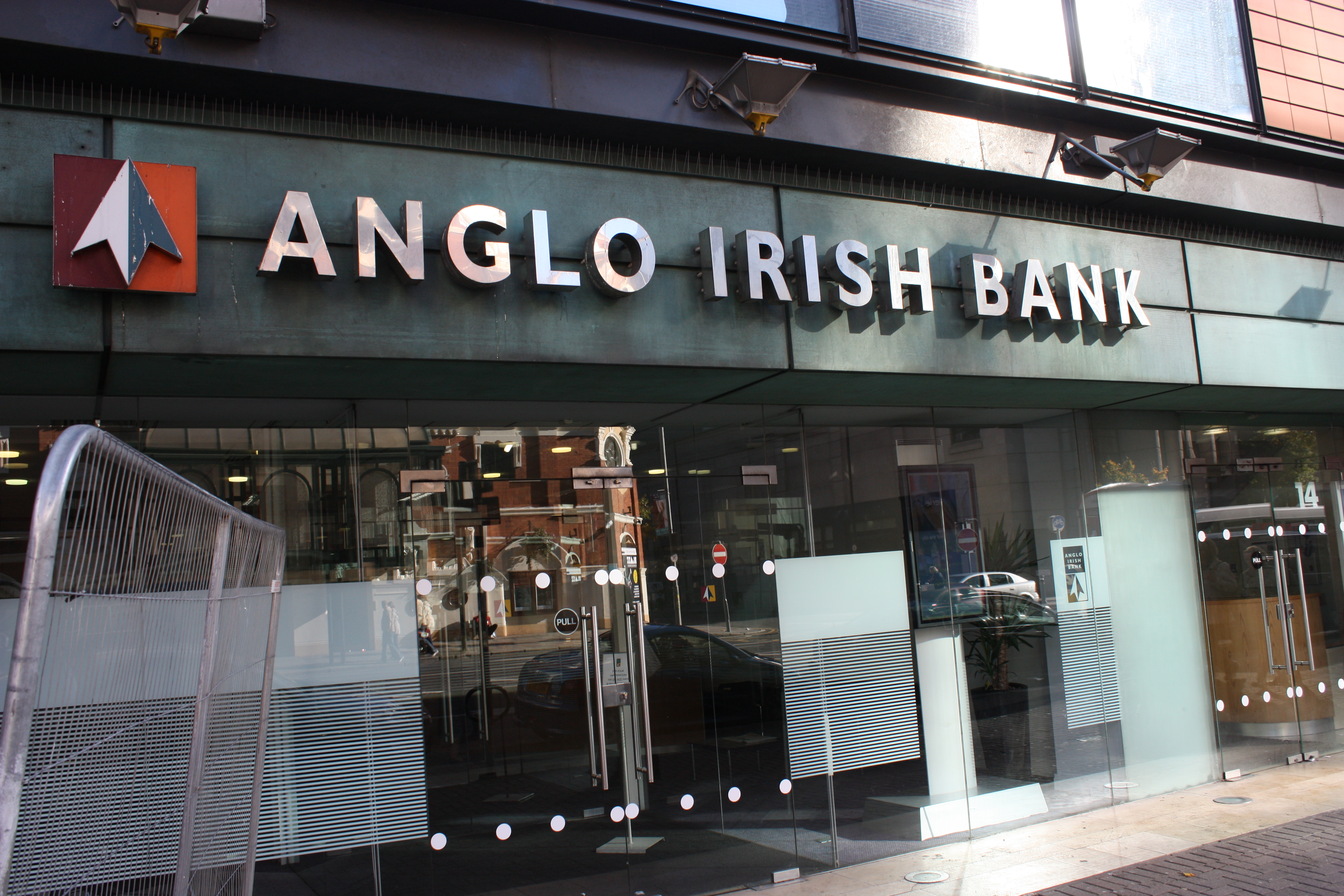
Une banque à Belfast (Irlande du Nord).

Pour les articles homonymes, voir AIB.
L'Anglo Irish Bank Corporation (AIB) était une banque irlandaise dont le siège se trouvait à Dublin. Elle faisait surtout affaire avec les entreprises, mais offrait aussi des services de gestion de fortune. Elle était présente en Autriche, en Suisse, au Royaume-Uni et aux États-Unis. Elle avait dégagé un bénéfice de 1,2 milliard € pendant l'année financière de septembre 2006 à septembre 2007.
Ayant un portefeuille de 72 milliards € en 2009, surtout constitué de titres immobiliers, Anglo Irish Bank a été sévèrement affectée par la crise immobilière survenue en Irlande en 2008. Pour éviter sa faillite, le gouvernement irlandais l'a nationalisée le 15 janvier 2009.
La banque a été liquidée en 2013, les comptes des épargnants britanniques ont été transférés à la Allied Irish Bank,.